# Петрокераса
Петрокѐраса, още Равна̀ или Горна Равна (на гръцки: Πετροκέρασα, до 1927 Ραβνά, Равна), е село в Гърция, част от дем Лъгадина (Лангадас) в област Централна Македония с 494 жители (2001).

## География
Петрокераса е разположен в центъра на северната част на Халкидическия полуостров в северните склонове на планината Хортач (Хортиатис).

## История

### Средновековие
Северно от селото, на пътя за Загливери в планинска местност, в която се намира модерният параклис „Света Богородица“, са открити следи от керамика и зидария, вероятно от средновековен храм, което се потвърждава и от устната традиция. Близо до това място са и развалините на църквата „Света Параскева“, построена в XIX век.

### В Османската империя
Равна е споменато за пръв път в 1771 година като махала във вакъфа на Исак паша.
В XIX век Равна е гръцко село в Касандрийска каза на Османската империя. Наричано е и Епано Равна, тоест Горна Равна, за да се различава от Долна Равна – днес Маратуса. Селото взима участие в Халкидическото въстание от 1821 година. Църквата „Свети Илия“ е от 1810 година. Александър Синве ("Les Grecs de l’Empire Ottoman. Etude Statistique et Ethnographique"), който се основава на гръцки данни, в 1878 година пише, че в Равуна (Ravouna), Ардамерска епархия, живеят 600 гърци.
Към 1900 година според статистиката на Васил Кънчов („Македония. Етнография и статистика“) в Епано Равна живеят 550 жители гърци християни.
В селото е запазена чешма от XIX век, снабдявана може би от акведукт на 2,5 km западно от селото, където е поствизантийския параклис „Свети Атанасий“. В местността Казания все още е запазен тръбопроводът. В селото е запазена и работилница за извличане на пчелен восък.

### В Гърция
След Междусъюзническата война в 1913 година попада в Гърция. До 2011 година селото е част от дем Калиндия на ном Солун.
| Име    | Име     | Ново име   | Ново име   | Описание                     |
| ------ | ------- | ---------- | ---------- | ---------------------------- |
| Демири | Ντεμίρι | Сидера     | Σίδερα     | местност на Ю от Петрокераса |
| Слотно | Σλότνο  | Алепофолия | Αλεποφωλιά | река на И от Петрокераса     |

## Личности
Родени в Петрокераса
- Атанасиос Равниотис или Папас (Αθανάσιος Ραβνιώτης η Παππάς), гръцки андартски деец, агент от трети ред[9]
- Николаос Котас (1885 - 1881), гръцки политик
- Пантелеймон Калафатис (р. 1943), митрополит на Църквата на Гърция
- Пасхос Равналис (Πάσχος Ράβναλης), гръцки андартски деец, четник[9]